# Талинйоки
Та́линйо́ки (фин. Talinjoki) — река в России, протекает по территории Каменногорского городского поселения и Гончаровского сельского поселения Выборгского района Ленинградской области. Длина реки — 22 км.
Река берёт начало из озера Большого Градуевского на высоте 9,5 м над уровнем моря, в общей сложности имеет 110 малых притоков суммарной длиной 172 км.
В нижнем течении пересекает линию железной дороги Выборг — Хийтола в районе остановочного пункта Пальцево.
Втекает на высоте выше 0,5 м над уровнем моря в реку Перовку, впадающую в озеро Краснохолмское, из которого вытекает река Суоккаанвирта, впадающая в Новинский залив, являющийся частью системы Сайменского канала, выходящего в Финский залив.

## Бассейн
Талинйоки протекает через озёра:
- Губановское (в него впадает река Михайловка)
- Соколиное
- Кунье
- Смирновское

Также бассейну Талинйоки принадлежат озёра:
- Большое Градуевское (исток Талинйоки, в него впадают реки Градуевка и Нижняя Липовка)
- Сосновогорское
- Никифоровское
- Липовское
- Восход
- Гавриловское
- Ламское
- Поклонное
- Утиное
- Большое Молочное
- Большое Лесное
- Малое Краснохолмское

Населённые пункты на реке отсутствуют.
Код объекта в государственном водном реестре — 01040300512102000008164.